# Komo (Evodoula)
Pour les articles homonymes, voir Komo.
Komo est une localité de la région du Centre au Cameroun, localisée dans la commune d'Evodoula et le département de la Lekié.

## Population
En 1965, Komo comptait 520 habitants, principalement des Eton.
Lors du recensement de 2005, ce nombre s'élevait à 643.